# Brunegilda
Brunegilda o Brunequilda, a veces llamada Brunilda (en latín: Brunichildis; Toledo, 545-47-Renève, 613), fue una princesa visigoda hija de Atanagildo y Gosuinda. Por matrimonio llegó a ser reina de Austrasia. Participó en los conflictos y guerras contra Neustria causados por el asesinato de su hermana Galswinta, también conocida como Galsuinda o Galesvinta. Fue regente en Austrasia y Borgoña.

## Primeros años
Brunegilda tenía once años cuando su padre Atanagildo (510-567) fue elegido rey visigodo de Hispania. Era la menor de las dos hijas del matrimonio real. Fue educada en la corte de Toledo, capital del reino visigodo que gozaba de cierto prestigio en la época y profesaba la fe cristiana arriana.
Las difíciles relaciones políticas entre francos y visigodos habían mejorado y, alrededor de 565-67, Sigeberto I, rey de Austrasia, solicitó a Brunegilda en matrimonio. Sigeberto I contaba 30 años y ella 22.
Este matrimonio beneficiaba los intereses de ambos reinos. Al visigodo Atanagildo lo libraba de los problemas con los francos y le permitía concentrar sus luchas contra bizantinos y suevos; y al merovingio Sigeberto I lo reforzaba en los conflictos con sus hermanos. Sigeberto I era uno de los cuatro hijos de Clotario I, cuyo reino había sido dividido a su muerte.
Brunegilda aceptó cambiar su fe arriana por la fe católica y, aportando una buena dote, celebró su matrimonio en la ciudad de Metz, capital del reino de Austrasia, en el año 566.
Escribió el obispo Gregorio de Tours, cronista de la época merovingia: «Era una joven de modales elegantes, de hermosa figura, honesta y decente en sus costumbres, de buen consejo y agradable conversación».
Al año siguiente se celebró el matrimonio de la hermana de Brunegilda, Galswinta, con el hermano de Sigeberto I, Chilperico I, rey de Neustria, aportando también ella una generosa dote. Este rey ya estaba casado con Audovera, con quien había tenido cuatro hijos, pero logró anular su matrimonio para desposar a Galswinta. Sin embargo, no abandonó a su amante Fredegunda. El matrimonio fracasó rápidamente debido a la actitud de Chilperico I, quien se negó a abandonar su disipada vida.
Galswinta quiso entonces regresar a la corte visigoda, pero ese mismo año murió su padre Atanagildo, debilitándose así su posición política, lo que resultó en su asesinato, atribuido a Fredegunda. Un tiempo más tarde Chilperico I contrajo matrimonio con Fredegunda.
El asesinato de su hermana provocó en Brunegilda un profundo rencor hacia ambos. Exigió a Chilperico I la devolución de la dote que había aportado Galswinta, pero el rey de Neustria se negó a hacerlo.
Sigeberto I apeló a su otro hermano, Gontrán I de Borgoña, para que mediara en el conflicto. Gontrán reunió a un consejo de nobles y se resolvió entregar en compensación a Brunegilda y a sus descendientes las ciudades de Burdeos, Limoges, Cahors, Bearn y Bigorra, que había recibido Galswinta como regalo de bodas. Pero el problema no se resolvió. Chilperico I aceptó de malas ganas la devolución de las ciudades y Brunegilda no olvidó el asesinato de su hermana.

## Guerra fratricida
Entre 567 y 570 nacieron los tres hijos de Sigeberto I y Brunegilda: Ingunda, Clodosvinta y Childeberto II.
Las rencillas entre Sigeberto I y su hermano Chilperico I continuaron, esta vez atizadas por ambas reinas consortes, Brunegilda y Fredegunda. El obispo de París, San Germán, intentó apaciguar el conflicto y escribió una carta a Brunegilda solicitándole su influencia, sin lograrlo.
En 575 Chilperico I intentó recuperar las cinco ciudades por la fuerza y en la lucha murió su hijo Teodoberto, que había tenido con Audovera. Sigeberto I comenzó la ocupación de Neustria; pero en un acto de audacia y astucia, Fredegunda envió a dos sicarios, que lo asesinaron justo cuando estaba a punto de obtener una completa victoria. Gracias a ello Chilperico I pudo recuperarse de la desesperada situación en la que se encontraba e incluso reclamar la posesión del reino de Austrasia.
Brunegilda, ahora viuda, se hallaba con sus hijos en París (capital del reino de Neustria) y fueron hechos prisioneros por Chilperico I, pero Brunegilda logró hacer escapar a su hijo menor, Childeberto, y reclamó el trono de Austrasia para él y la regencia para ella. La nobleza de Austrasia reconoció los derechos del heredero, pero no la aceptó como regente, y nombró en este cargo a Gontrán de Borgoña. Chilperico I separó a Brunegilda de sus hijas y la relegó a un convento en Ruan.
Otro hijo de Chilperico I y Audovera, Meroveo II, que había participado en la huida del niño, se presentó en Ruan y contrajo matrimonio con Brunegilda. El príncipe tenía 19 años  y ella 32 años. La ceremonia fue celebrada por el obispo de Ruan, Pretextato. Este matrimonio le acarrearía a Brunegilda la acusación de incesto y lascivia.
Chilperico I logró anular el matrimonio. Enfurecido con Meroveo, le prohibió el uso de armas y lo hizo tonsurar y ordenar sacerdote a la fuerza —lo que implicaba la pérdida del derecho de sucesión al trono—, pero el príncipe logró escapar. Brunegilda intentó por todos los medios procurarle asilo en Austrasia, pero los nobles austrasianos se opusieron denodadamente, argumentando que hacerlo atraería las iras de Chilperico I. Después de muchas desventuras, Meroveo II, tenazmente perseguido por su propio padre y por Fredegunda, murió en 577. Se dijo que se hizo matar por uno de sus hombres ante el temor de perecer en el suplicio. El obispo Pretextato fue asesinado en 586. Ambas muertes se atribuyeron a conspiraciones de Fredegunda, quien también intentó asesinar a Brunegilda después de la anulación del matrimonio.

## Primera regencia
Brunegilda regresó a la corte de Austrasia, pero el rechazo de los nobles la obligó a buscar refugio en la corte de Gontrán de Borgoña, de la que retornó un tiempo después para asumir la regencia por su hijo. Comenzó entonces a actuar como soberana de Austrasia, organizando y mejorando la estructura del reino. Reparó caminos, construyó iglesias, abadías y castillos, reformó las finanzas y reorganizó el ejército, pero los gastos afectaron los intereses de los nobles y estos le mostraron su hostilidad.
Brunegilda reaccionó imponiendo la autoridad de la corona. Para reafirmar esta autoridad, solicitó a Gontrán de Borgoña —que no tenía hijos vivos— la adopción de su hijo Childeberto II, lo que el rey de Borgoña aceptó en 577. 
En 579 casó a su hija Ingunda, de trece años, con el príncipe visigodo Hermenegildo, de quince años, acabando este matrimonio en tragedia al morir ambos como consecuencia de las conspiraciones y luchas entre arrianos, católicos y bizantinos en Hispania. 
Su hijo Childeberto II comenzó a reinar como soberano alrededor de 583, cumplidos los trece años de edad.

## Mano de hierro de la reina abuela
En 584 Chilperico I de Neustria fue asesinado. Se atribuyó este crimen tanto a Brunegilda como a Fredegunda. Esta última asumió la regencia de Neustria por su hijo recién nacido, Clotario II, y atentó nuevamente contra la vida de Brunegilda. 
En 586 nació Teodeberto II y al año siguiente Teoderico II, ambos hijos de Childeberto II y nietos de Brunegilda. Su enemiga Fredegunda atentó nuevamente contra la vida del rey, la reina regente y el primer nieto.
La reina regente no solo tenía enemigos en la corte de Neustria. Algunos nobles de Austrasia se le oponían firmemente. Los duques Rauching, Ursio y Berthefried, que se habían enfrentado a la reina anteriormente y habían conspirado para asesinar a Childeberto II, fueron ejecutados por orden de Brunegilda en 587.
Las relaciones entre Gontrán de Borgoña y Childeberto II se deterioraron, iniciándose una lucha que terminó el año 587 firmando ambos el Tratado de Andelot, en el cual, entre otros acuerdos, se estableció la herencia recíproca de los reinos en caso de fallecimiento de alguna de las partes.
También en el año 587, el rey visigodo Recaredo I estableció una alianza con el rey Childeberto II y solicitó además en matrimonio a Clodosvinda, hermana del rey. Brunegilda accedió bajo la condición de que el matrimonio debería ser aceptado —por razones políticas— por Gontrán I, pero el rey de Borgoña se negó a hacerlo.
En 593 murió Gontrán I y Childeberto II subió al trono de Borgoña. El joven rey intentó una guerra contra el reino de Neustria, pero fracasó. Brunegilda participó personalmente en las decisiones políticas que se tomaron.
En 596 murió envenenado Childeberto II a los veintiséis años. Se atribuyó el crimen a Fredegunda. Otras fuentes nombran a una conspiración de nobles de Austrasia e, incluso, se sospechó de Brunegilda. Brunegilda reaccionó con rapidez y asumió nuevamente la regencia, esta vez por sus dos pequeños nietos. Teodeberto II se convirtió en rey de Austrasia y Teoderico II de Borgoña.
En 597 murió por enfermedad la reina rival Fredegunda, al regreso de una expedición militar victoriosa contra Austrasia, en Laffaux o Latofao. Su hijo Clotario II, que tenía 13 años, fue nombrado rey de Neustria. Brunegilda intentó derrocar a Clotario II y asumir el poder de todos los reinos francos, pero no recibió suficiente apoyo y el intento fracasó.
Por instigación de la nobleza de Austrasia, su nieto Teodeberto II, de trece años de edad, asumió el trono en 599 y apartó a su abuela del poder, expulsándola de la corte de Austrasia. Brunegilda se refugió en la corte de Borgoña, en la ciudad de Orleans, donde fue bien recibida por su otro nieto, Teoderico II.

## Relaciones con el papado
El rey de Austrasia y su madre Brunegilda establecieron buenas relaciones con el papa Gregorio I Magno, elegido en 590. 
Existen tres cartas del pontífice enviadas a Brunegilda. En la primera, el pontífice comienza alabándola por ser una madre y reina ejemplar y le solicita su patrocinio para el presbítero Candidus. En la tercera epístola, el papa le solicita su patrocinio para San Agustín de Canterbury, en su camino a evangelizar al pueblo de los anglos.
El obispo de Autun, san Desiderio de Vienne, elegido en 596, criticaba con dureza las costumbres de la corte de Teoderico II, y de igual manera lo hizo con Brunegilda. La reina escribió al papa Gregorio I quejándose de la actitud de San Desiderio hacia su familia. El obispo fue suspendido, pero continuó el conflicto entre el obispo, los soberanos y la nobleza de Borgoña. Años después, San Desiderio criticó públicamente durante un sermón a Teoderico II y a Brunegilda, lo que resultó en su asesinato en 608, cometido por incondicionales de Teoderico II.
El monje irlandés Columbano de Lexehuil se había establecido en 590 en el reino de Borgoña y con la aprobación del rey Gontran fundó varios conventos. Su regla era muy estricta y se encontraba en conflicto con los obispos y nobles francos. Llegado el momento, se opuso a que el rey Teoderico II viviera en concubinato y lo incitó a buscar una esposa. La elegida fue Ermenberga, hija del rey visigodo Witerico, pero la princesa fue rechazada por Brunegilda, repudiada finalmente por el rey y devuelta a Hispania sin su dote.
San Columbano decidió en una ocasión visitar la corte de Teoderico II en Autun. Brunegilda lo recibió con respeto y le solicitó una bendición para sus bisnietos que la acompañaban, hijos de Teoderico II. El religioso se negó a hacerlo, aduciendo el origen ilegítimo de los niños y profetizó que nunca reinarían. La reina, ofendida, logró su expulsión del reino de Borgoña en 610.

## Últimos años
Brunegilda, cumplidos ya los sesenta años, continuaba dirigiendo las luchas por el poder entre los reinos francos. Las relaciones entre Teoderico II y Teodeberto II eran muy inestables, pero los hermanos se unían ocasionalmente para combatir a otros.
En dos batallas, una en Dormelles en 600 y otra en Étampes en 604, lograron la victoria sobre Clotario II de Neustria. En esta última batalla, librada el 25 de diciembre de 604, Teoderico II estuvo cerca de capturar y derrotar definitivamente a Clotario II, pero la nobleza de Austrasia lo forzó a firmar un tratado de paz a cambio de territorios.
Las relaciones entre los hermanos se fueron deteriorando cada vez más. Teodeberto II estaba influenciado por la nobleza de Austrasia y Teoderico II se guiaba más por el consejo de Brunegilda que por el de los nobles de Borgoña. La manzana de la discordia fue una disputa por territorios.
Teoderico II de Borgoña y su abuela Brunegilda tenían en 612 una posición de poder, con grandes territorios conquistados, y resolvieron atacar a Teodeberto II. Este rey perdió la guerra rápidamente durante ese mismo año. Fue tonsurado —supuestamente por órdenes de Brunegilda—, hecho que, según las costumbres de la época, lo inhabilitaba para reasumir el trono al menos hasta que le volviera a crecer el pelo, y encerrado en un monasterio junto a su hijo, donde murieron el mismo año. Se atribuyeron estas muertes a Brunegilda, quien las habría ordenado para convertir a su nieto preferido Teoderico II en indiscutido rey de Austrasía, aunque las órdenes bien pudieron partir directamente del propio Teoderico II.
Es importante señalar que después de la muerte de Gregorio de Tours, en 594, los cronistas que escribieron sobre Brunegilda ni siquiera fueron contemporáneos de ella —a diferencia del gran historiador de los francos— y redactaron sus crónicas muchos años después de ocurridos los hechos. Se presume que por razones políticas, lo hicieron desde una perspectiva poco objetiva e intencionadamente desfavorable a Brunegilda pero no hay demasiadas fuentes históricas alternativas que narren estos acontecimientos.
Teoderico II tomó el trono de Austrasia, pero a poco enfermó de disentería y murió a los veintiséis años de edad en 613, justo cuando se preparaba para atacar a Clotario II.
Brunegilda, ya con setenta años, reclamó entonces la corona para su bisnieto Sigeberto II y se proclamó soberana de los dos reinos, pero la nobleza de Austrasia dirigida por el mayordomo de palacio de Austrasia, Pipino de Landen, y por el obispo de Metz, San Arnulfo, la rechazó y acordó una alianza con Clotario II de Neustria quien, a invitación de ambos, invadió militarmente el reino de Austrasia. También fue traicionada por Warnacario, mayordomo de palacio de Borgoña, quien al mando de los ejércitos de ese reino, en vez de combatir a Clotario II, pactó con él —luego sería nombrado mayordomo de palacio de por vida por Clotario II.
Al verse sin apoyo militar, Brunegilda buscó la ayuda de las tribus germánicas que vivían a orillas del Rin, pero en su huida fue descubierta y apresada en Orbe, Jura, por Herbon, un terrateniente que en teoría le debía fidelidad pero que la entregó a Clotario II. Fue sometida a juicio en Renève, donde se la responsabilizó de la muerte de muchas personas importantes; varias de esas muertes, en realidad, habían sido asesinatos ordenados por Fredegunda, la madre de Clotario II, y dos por el propio Clotario II.
Según las crónicas, fue sometida seguidamente a tormentos de los que no se muere durante tres días; luego fue exhibida sobre un camello para la mofa del ejército de Clotario II y, finalmente, atada a la cola de un caballo que la arrastró hasta morir. Otras fuentes indican que fue desmembrada entre cuatro caballos, lo cual podría ser más probable, dado que era una muerte más atroz.
Brunegilda murió el 13 de octubre de 613. Sus restos fueron incinerados y sus cenizas depositadas en un sarcófago en la abadía de San Martín en Autun, fundada por ella en 602. Hoy reposan en el Museo Rolin en Aviñón.

## Consecuencias de la derrota

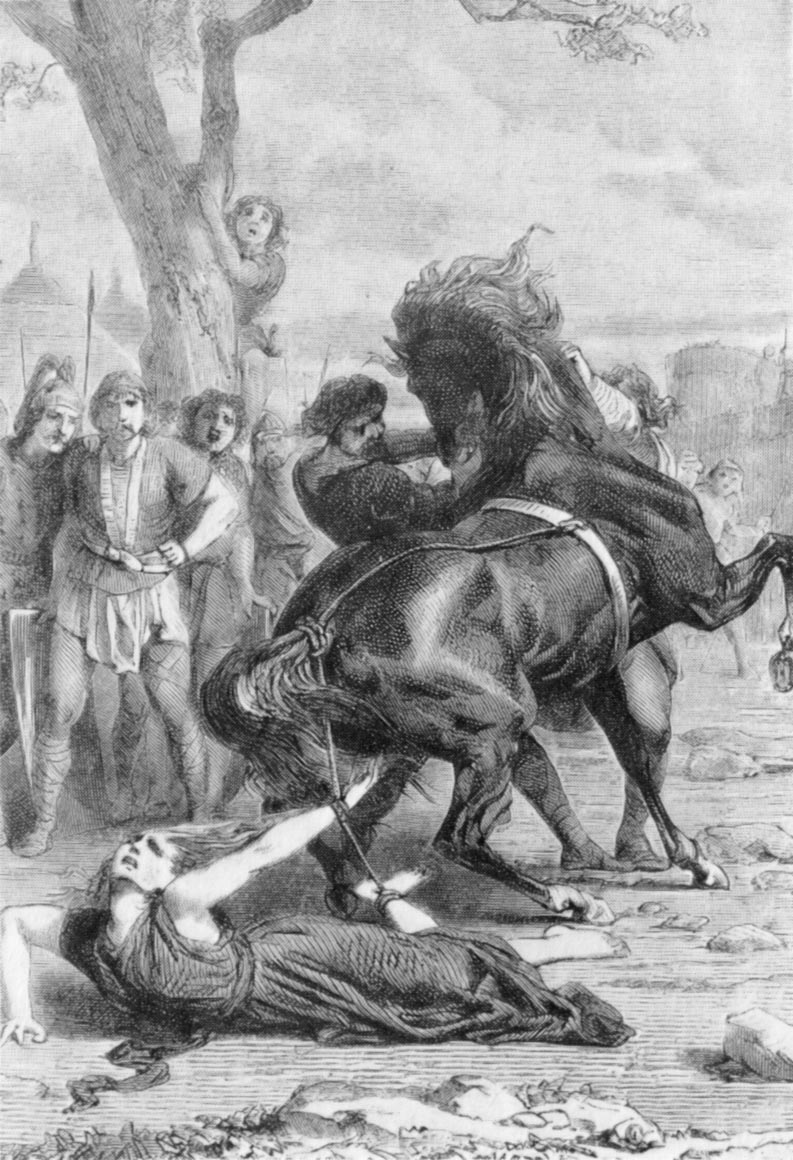
El suplicio de Brunegilda, Philippoteaux y Girardet.

La derrota y el suplicio de Brunegilda, más que el triunfo de Clotario II, representaron la victoria de la aristocracia terrateniente de Austrasia y de Borgoña, con la cual Clotario II —que nunca hubiera podido ganar con sus menguadas fuerzas de Neustria— tuvo que pactar para que traicionaran a la reina. En razón de estos pactos, la monarquía merovingia, en teoría unida en la persona del hijo de Fredegunda, quedó seriamente debilitada, como lo prueba el hecho de que en el año 614 Clotario II tuviese que celebrar el Concilio de París, por el cual la corona autolimitaba sus facultades en provecho de los señores y el clero.
Es en esta época cuando el cargo de mayordomo de palacio cambió sutilmente su naturaleza: hasta aquí, había sido el representante del rey ante los nobles, totalmente sujeto a la autoridad del monarca merovingio. El rey lo nombraba y podía destituirlo. A partir de 613, el mayordomo de palacio se va convirtiendo en el representante de los nobles ante el rey y son aquellos los que le imponen al rey su elección.
A Clotario II lo sucederá su hijo Dagoberto I, quien por unos años logrará retrasar la pérdida de poder de la dinastía reinante —disgustado con Pipino de Landen en 629, aún tuvo el poder de destituirlo sumariamente de la Mayordomía de Palacio de Austrasia— , pero ya a su muerte ocurrida en 639 dejando dos hijos pequeños, el gobierno pasó a manos de los mayordomos de palacio, cargo por el que los nobles competirán entre sí. Uno de ellos, Pipino de Heristal, descendiente de aquel Pipino de Landen que traicionó a Brunegilda, estuvo llamado a acaudillar a los nobles de Austrasia, obtuvo una victoria decisiva contra el mayordomo de palacio de Neustria en la batalla de Tertry (687) y despojará a los merovingios de todo poder efectivo, dejándoles de reyes solo el título y la larga cabellera.
Montesquieu, en su obra El espíritu de las leyes, describe los hechos de 613 como «revolución» contra Brunegilda y no como «traición». Para él, Brunegilda se había hecho odiosa al «pueblo» de Austrasia y Borgoña, entendido el «pueblo» en un sentido restrictivo, que solo comprendía a los nobles terratenientes y al alto clero, que subsumían en sus dominios rurales a la inmensa mayoría de la población campesina. En efecto, los terratenientes odiaban a Brunegilda porque la reina quería organizar el Estado según un modelo de funcionamiento más centralizado, cobrar impuestos para poder hacer caminos, reparar fortalezas, realizar otras obras públicas y reorganizar el ejército, mientras que ellos ansiaban ser amos y señores independientes en sus respectivos latifundios.
Hay un hecho incontestable: estos nobles pactaron con Clotario II, rey de Neustria, reino que estaba enfrentado desde hacía muchos años con los reinos de Austrasia y Borgoña a los que esos nobles pertenecían. Ellos debían fidelidad a los hijos de Teoderico II pero, como parte del trato, los entregaron para que fueran asesinados por orden de Clotario II. Tuvieron la excusa de la bastardía de los pequeños, ya que eran hijos de Teoderico II con una concubina, y así se autocumplió la profecía de San Columbano de que nunca reinarían. Sin embargo, no era en absoluto extraño entre los francos de aquella época, que un hijo bastardo pudiera reinar y, pruebas al canto, Teodorico I de Austrasia, hijo bastardo de Clodoveo I, heredó según el testamento de su padre la porción más extensa de la partición realizada a la muerte del gran rey merovingio.
En realidad, la traición de la aristocracia de Austrasia y de Borgoña contra Brunegilda y sus pequeños bisnietos, que Clotario II legitimó al servirse de ella para hacer perecer cruelmente a la reina, fue solo el primer acto de la traición de dicha aristocracia contra la monarquía merovingia en general, la cual se perfeccionaría en 751 con la deposición del rey títere Childerico III y la toma de la corona por el carolingio Pipino el Breve.
Nótese que Pipino el Breve necesitó de la anuencia de la Iglesia católica en la persona del papa Zacarías para deponer a Childerico III, y ello fue porque con el bautismo de Clodoveo I el 25 de diciembre de 496, al que siguió el de 3000 de sus guerreros, la Iglesia católica había legitimado que solo los descendientes de Clodoveo podían reinar sobre los francos. Entonces, para abjurar de esta arraigada tradición que llevaba dos siglos y medio de duración, fue necesaria la dispensa de la propia Iglesia, a pesar de que Pipino el Breve era ya rey en los hechos, salvo de nombre.
Es engañoso el rótulo de «reyes holgazanes» que se les ha dado a los últimos merovingios. La realidad es que nada podían hacer aunque quisieran. Así es como a algunos de los descendientes de Clotario II —Childerico II, Dagoberto II— cuando pretenden ejercer alguna autoridad efectiva, simplemente se los asesina, tal es la pérdida de respeto por la monarquía en que se ha caído. A Chilperico II, por ejemplo, que fue rey entre 715 y 717 y entre 719 y 721, se lo vio personalmente al frente de sus ejércitos junto al fiel duque Eudes de Aquitania, e intentó ejercer la autoridad que le correspondía, pero fue vencido por el gran mayordomo de palacio Carlos Martel, hijo bastardo de Pipino de Heristal, padre de Pipino el Breve y abuelo del gran Carlomagno.
En el fondo, el mayor error de Brunegilda ha sido, entonces, el querer imponer un gobierno centralizado al estilo romano a unos terratenientes que buscaban hacerse independientes del poder central, en una época en que las ciudades estaban en total decadencia; de ahí su triste final.
Otra paradoja del suplicio de Brunegilda es que, siendo el triunfo de Clotario II en teoría el de Neustria sobre Austrasia, se dio en condiciones tales que asoció firmemente a los pipínidos a la mayordomía de palacio de Austrasia, en un momento en el que la monarquía autolimitó su poder, por lo que la victoria de Clotario II fue aparentemente completa, pero en verdad pírrica, porque sembró las semillas del posterior predominio absoluto de Austrasia sobre Neustria.